# اما مک‌کئون
اما مک‌کئون (انگلیسی: Emma McKeon) (زاده ۲۵ مه ۱۹۹۴ - ولونگونگ، نیو ساوت ولز) شناگر اهل کشور استرالیا است.
از افتخارات وی می‌توان به کسب مدال ۳ مدال نقره در رشته‌های ۴ × ۱۰۰ متر آزاد امدادی، ۴ × ۲۰۰ متر آزاد امدادی و ۴ × ۱۰۰ متر مختلط امدادی در مسابقات جهانی ورزش‌های آبی ۲۰۱۳ اشاره کرد.